# Конденсаторная сварка
Конденса́торная сва́рка (англ. Capaсitor discharge welding) — разновидность контактной сварки, называемой ещё импульсной. Осуществляется за счёт энергии короткого импульса тока при разряде батареи конденсаторов.

## Общие сведения
В СССР конденсаторная сварка появилась в конце 30-х годов XX века. Первоначально она использовалась преимущественно для соединения с металлическим листом различных крепёжных элементов: шпилек, втулок, гвоздей крепления изоляции, лепестков заземления. Позднее этот вид сварки получил широкое распространение для соединения мелких деталей и металла малых толщин в приборостроении и в производстве электронных компонентов. При сварке двух элементов различных толщин решающую роль играет деталь с меньшим сечением, которое не должно выходить за возможности сварочной машины. Вторая же деталь может иметь сколь угодно большую толщину, что значительно расширяет применение конденсаторной сварки. В соединении мелких деталей и металла малых толщин эта сварка по производительности, качеству и экономичности оказалась практически вне конкуренции:274.

## Технологические особенности
Конденсаторная сварка является разновидностью контактной сварки, в которой на расплавление металла расходуется энергия, запасённая в конденсаторах большой ёмкости. Разряд конденсаторов, а следовательно и выделение накопленной энергии, происходит почти мгновенно (1—3 мс). Это минимизирует зону термического влияния в сварном соединении. Кроме того, простота дозирования энергии и усилия осадки приводит к стабильно высокому качеству соединения.

### Используемое оборудование
По используемому оборудованию конденсаторную сварку разделяют на трансформаторную и бестрансформаторную. Преимуществом последней, является простота конструкции. Преимущество трансформаторной сварки заключается в возможности обеспечить процесс сварки бо́льшей мощностью. Это происходит за счёт заряда конденсатора при бо́льшем напряжении и разряда через понижающий трансформатор, создающий (при меньшем напряжении) значительно более высокие токи сварки. При бестрансформаторной конденсаторной сварке приходится ограничивать напряжение зарядки конденсаторов и, соответственно увеличивать их емкость, что приводит к увеличению времени сварки и ограничению нижнего предела толщин свариваемого материала.

### Основные приёмы
По технологическим приёмам разделяют точечную, шовную и стыковую конденсаторную сварку.
- Точечная сварка обычно используется для выполнения соединений в электронной, электровакуумной технике и прецизионном приборостроении. Кроме того, точечная сварка может быть использована для соединений деталей с большим соотношением толщин.

- Шовная (роликовая) сварка обычно применяется для сварки чувствительных элементов мембранного или сильфонного типов и электровакуумных приборов. По своей сути она представляет собой ряд точечных, перекрывающихся соединений, являющихся сплошным, герметичным швом. Электроды выполняются в виде вращающихся роликов.

- Стыковая сварка разделяется на сварку оплавлением и сопротивлением. Исторически первым применением разряда конденсаторов для соединения металлов является ударная конденсаторная сварка — разновидность стыковой сварки оплавлением. Технологически при оплавлении разряд конденсатора за счёт повышенного напряжения возникает до непосредственного контакта свариваемых деталей, оплавляет их торцы, а само соединение происходит при осадке. В случае сварки сопротивлением разряд конденсатора происходит в момент контакта свариваемых торцов деталей.

Частным случаем конденсаторной сварки оплавлением является приварка крепёжных элементов: шпилек, втулок, гвоздей и т. п. Их диаметр обычно варьируется от 2 до 12 мм. Обязательным условием является наличие в основании привариваемых элементов осевого выступа в виде цилиндра с диаметром от 0,6 до 0,75 мм и высотой от 0,55 до 0,75 мм. Это служит двум целям:
- Позволяет точно, по предварительному кернению, определить место приварки элемента на поверхности заготовки.
- Обеспечивает поджиг и устойчивое горение сварочной дуги по всей поверхности привариваемого элемента при осуществлении разряда конденсатора.

### Основные преимущества
1. Высокая производительность.
2. Минимальная зона термического влияния за счёт высокой плотности энергии и краткости импульса.
3. Прочность соединения.
4. Простота технологии, не требующей высокой квалификации персонала.
5. Равномерность нагрузки электросети при больших сварочных токах.

### Некоторые недостатки
1. Ограничения по максимальным сечениям.
2. Необходимость специального оборудования.